# Pyran
Pyran (systematický název oxin) je šestičlenná nearomatická heterocyklická sloučenina skládající se z pěti atomů uhlíku a jednoho atomu kyslíku, která má v molekule dvě dvojné vazby. Existují dva izomery pyranu, které se liší umístěním dvojných vazeb. 2H-Pyran má nasycený uhlík v poloze 2, kdežto 4H-pyran jej má v poloze 4.
4H-Pyran byl poprvé připraven roku 1962 pyrolýzou 2-acetoxy-3,4-dihydro-2H-pyranu. Bylo zjištěno, že je na vzduchu nestabilní, dochází u něj k disproporcionaci na odpovídající dihydropyran a pyryliový kationt, který lze snadno hydrolyzovat.
Přestože samotné pyrany mají minimální význam, mnoho jejich derivátů patří k biologicky významným látkám (například pyranoflavonoidy).
Označení pyran se také používá pro analog s nasyceným kruhem, který se přesněji nazývá tetrahydropyran (oxan). Monosacharidy s šestičlenným kruhem v cyklické formě se podle toho nazývají pyranózy.